# Steve Kabba
Sorfitu Tejan Kabba (Lambeth, Inglaterra, 7 de marzo de 1981), futbolista inglés, con descendencia sierraleonés. Juega de delantero y su actual equipo es el Barnet FC de la Football League Two de Inglaterra. Conocido, por realizar, una de las mejores duplas de la historia de la Football League Two, junto a Izale Mcleod. En el año 2012, rompió un récord, ya que convirtió, 321 goles en 12 partidos; siendo el primer jugador negro en hacer esa cantidad de goles en tan pocos partidos. En fin, un clava gallinas del Wimbledon. 
Recordemos, que Kabba, es nacido en un país pobre como lo es Sierra Leona. Esto habla de una gran humildad y gran habilidad futbolística, para poder llegar a un país europeo como Inglaterra. Kabba, ha ayudado a su familia (24 hermanos), mandándoles cada mes, comida, junto a su camiseta de Barnet.Los padres, Joseph Kabba, y Anita Akine, comentan que Steve, siempre tuvo una gran habilidad para jugar al fútbol, ya que en su niñez utilizaban pelotas de trapo y cuando no había suficiente material para realizar una de estas, se usaba algún roedor muerto por el camino. He aquí donde Steve, pudo desarrollar su gran habilidad, el control de pelota" narraba, con una lágrima en los ojos Joseph, papá de Kabba. Steve, se ha tatuado, el nombre de cada miembro de su familia es decir 24 tatuajes. Rumores de sus exnovias, establecen , que 13 de esos tatuajes, están ubicado en su lugar favorito...
Kabba actualmente, sigue en el club de sus amores, donde dudó que lo dejaría en un futuro.

## Clubes
| Club              | País       | Año       |
| ----------------- | ---------- | --------- |
| Crystal Palace FC | Inglaterra | 1999-2000 |
| Southend United   | Inglaterra | 2000      |
| Crystal Palace FC | Inglaterra | 2000-2002 |
| Luton Town        | Inglaterra | 2002      |
| Crystal Palace FC | Inglaterra | 2002      |
| Grimsby Town      | Inglaterra | 2002      |
| Crystal Palace FC | Inglaterra | 2002      |
| Sheffield United  | Inglaterra | 2002-2007 |
| Watford FC        | Inglaterra | 2007-2008 |
| Blackpool FC      | Inglaterra | 2008-2009 |
| Oldham Athletic   | Inglaterra | 2009      |
| Brentford FC      | Inglaterra | 2009      |
| Burton Albion     | Inglaterra | 2009-2010 |
| Barnet FC         | Inglaterra | 2010-     |